# Unstoppable (filme)
Unstoppable (conhecido como Incontrolável no Brasil e Imparável em Portugal) é um filme estadunidense de 2010 dirigido por Tony Scott, estrelando Denzel Washington e Chris Pine.
O filme foi inspirado no Incidente do CSX 8888, ocorrido em maio de 2001, no estado americano de Ohio.

## Elenco
| Ator/Atriz        | Personagem     |
| ----------------- | -------------- |
| Chris Pine        | Will Colson    |
| Rosario Dawson    | Connie Hooper  |
| Ethan Suplee      | Dewey          |
| Kevin Dunn        | Oscar Galvin   |
| Kevin Corrigan    | Scott Werner   |
| Kevin Chapman     | Bunny          |
| Denzel Washington | Frank Barnes   |
| Lew Temple        | Ned Oldham     |
| T.J. Miller       | Gilleece       |
| Jessy Schram      | Darcy Colson   |
| David Warshofsky  | Judd Stewart   |
| Andy Umberger     | Janeway        |
| Elizabeth Mathis  | Nicole Barnes  |
| Meagan Tandy      | Maya Barnes    |
| Dylan Bruce       | Michael Colson |
| Charles Paraventi | New Jersey Guy |

## Trilha-Sonora Oficial
Unstoppable: Original Motion Picture Soundtrack é o álbum musical com a trilha sonora do filme, que foi lançado em 7 de dezembro de 2010 pela La-La Land Records. Todas as músicas foram compostas por Harry Gregson-Williams.

### Faixas
- Todas as faixas compostas por Harry Gregson-Williams

| N.º            | Título                        | Duração |  |
| 1.             | "Stanton, PA"                 | 3:32    |  |
| 2.             | "Frank Barnes"                | 2:10    |  |
| 3.             | "Will’s Story"                | 1:56    |  |
| 4.             | "Ned"                         | 2:08    |  |
| 5.             | "Dewey"                       | 2:24    |  |
| 6.             | "Not a Coaster"               | 2:17    |  |
| 7.             | "Are You In or Are You Out?"  | 6:13    |  |
| 8.             | "Realign the Switch"          | 3:10    |  |
| 9.             | "Galvin's Strategy"           | 2:25    |  |
| 10.            | "Playing Chicken with Trains" | 1:35    |  |
| 11.            | "Will Guides 1206"            | 4:04    |  |
| 12.            | "The Stanton Curve"           | 6:02    |  |
| 13.            | "Who Do I Kiss First?"        | 4:19    |  |
| Duração total: | Duração total:                | 42:15   |  |

Músicas não incluídas na trilha-sonora
- "Work" - Ciara featuring Missy Elliott
  - A música é usada em algumas partes do filme, particularmente nos pré-créditos.

## Recepção

### Crítica
No site agregador de críticas Rotten Tomatoes, 87% das 195 resenhas dos críticos são positivas, com uma classificação média de 6,9/10. O consenso do site diz: "Tão rápido, barulhento e implacável quanto o trem no centro da história, Unstoppable é o entretenimento pipoca perfeito — e o melhor filme do diretor Tony Scott em anos." O Metacritic, que usa uma média ponderada, atribuiu ao filme uma pontuação de 69 em 100, baseado em 34 críticos, indicando críticas "geralmente favoráveis".

### Prémios
Ao todo, o filme recebeu 15 indicações, das quais saiu-se vencedor em 1 delas.
| Ano  | Prêmio                                                  | Categoria                                                   | Indicação                                                          | Resultado | Ref.  |
| ---- | ------------------------------------------------------- | ----------------------------------------------------------- | ------------------------------------------------------------------ | --------- | ----- |
| 2010 | Satellite Awards                                        | Melhor Edição de Som                                        | Mark Stoeckinger, Kevin O'Connell, Beau Borders, William B. Kaplan | Venceu    |       |
| 2010 | Satellite Awards                                        | Melhor Cinematografia                                       | Ben Seresin                                                        | Indicado  |       |
| 2010 | Satellite Awards                                        | Melhor Efeito Visual                                        | Nathan McGuinness, Paul O'Shea                                     | Indicado  |       |
| 2010 | Satellite Awards                                        | Melhor Edição (Filmes)                                      | Robert Duffy, Chris Lebenzon                                       | Indicado  |       |
| 2010 | Satellite Awards                                        | Best Original Score                                         | Harry Gregson-Williams                                             | Indicado  |       |
| 2011 | Oscar Awards                                            | Melhor Edição de Som                                        | Mark Stoeckinger                                                   | Indicado  | [ 7 ] |
| 2011 | AARP Movies for Grownups Awards                         | Melhor Diretor                                              | Tony Scott                                                         | Indicado  |       |
| 2011 | Academy of Science Fiction, Fantasy & Horror Films, USA | Melhor Filme de Ação / Aventura                             |                                                                    | Indicado  |       |
| 2011 | ALMA Awards                                             | Melhor Atriz de Filme de Drama/Aventura                     | Rosario Dawson                                                     | Indicado  |       |
| 2011 | Black Reel Awards                                       | Melhor Ator                                                 | Denzel Washington                                                  | Indicado  |       |
| 2011 | Black Reel Awards                                       | Melhor Elenco                                               | Denise Chamian                                                     | Indicado  |       |
| 2011 | Broadcast Film Critics Association Awards               | Melhor Filme de Ação                                        |                                                                    | Indicado  |       |
| 2011 | Motion Picture Sound Editors Awards                     | Melhor Edição de Som - Efeitos Sonoros em um Longa-metragem | Mark Stoeckinger et al.                                            | Indicado  |       |
| 2011 | Teen Choice Awards                                      | Melhor Filme – Ação                                         |                                                                    | Indicado  | [ 8 ] |
| 2011 | Teen Choice Awards                                      | Melhor Atriz de Filme de Ação                               | Rosario Dawson                                                     | Indicado  | [ 8 ] |